# Guayabo Chico
Guayabo Chico är en ort i Mexiko.   Den ligger i kommunen Tantoyuca och delstaten Veracruz, i den sydöstra delen av landet, 240 km norr om huvudstaden Mexico City. Guayabo Chico ligger 111 meter över havet och antalet invånare är 296.
Terrängen runt Guayabo Chico är platt. Runt Guayabo Chico är det ganska tätbefolkat, med 72 invånare per kvadratkilometer. Närmaste större samhälle är Tantoyuca, 16,0 km söder om Guayabo Chico. Omgivningarna runt Guayabo Chico är en mosaik av jordbruksmark och naturlig växtlighet.